# Lake Kalamurra
Lake Kalamurra är en sjö i Australien. Den ligger i delstaten South Australia, i den centrala delen av landet, 1 300 km nordväst om huvudstaden Canberra. Lake Kalamurra ligger 12 meter över havet.